# Sofie Bredgaard
Sofie Bruun Bredgaard (nacida el 18 de enero de 2002) es una delantera de fútbol danesa que juega en el FC Rosengård del Damallsvenskan de Suecia. En abril de 2022 ganó su primer partido internacional con la selección absoluta de Dinamarca.

## Carrera
Bredgaard se unió a la B 93 procedente de la BSF en 2017. Al año siguiente, marcó para la B 93 en su debut en la Elitedivisionen, en un empate 2-2 con Odense Q en el Estadio Østerbro. En octubre de 2017 pasó un período entrenando con el Manchester City.
En julio de 2020, firmó un contrato de dos años y medio con el club sueco Linköpings FC de la Damallsvenskan.
Lamentó haber tenido que irse de casa antes de terminar su educación, pero señaló que los salarios y las condiciones de las futbolistas eran mucho mejores en Suecia que en Dinamarca.
Después de jugar en el primer partido del Linköpings FC de la temporada 2022 de Damallsvenskan, Bredgaard fichó por el FC Rosengård el 31 de marzo de 2022, el último día del mercado de fichajes.

## Carrera internacional
Bredgaard ganó su primer partido internacional con la selección nacional de Dinamarca el 12 de abril de 2022, en la Clasificación de UEFA para la Copa Mundial Femenina de Fútbol de 2023 con una victoria por 2-0 sobre Azerbaiyán en el Estadio Viborg. Entró en juego como suplente de Sofie Svava en el minuto 77.

### Clubes
| Año       | Equipo            | Partidos | Goles |
| --------- | ----------------- | -------- | ----- |
| Juveniles |                   |          |       |
|           | Frederiksværk FC  |          |       |
|           | Melby-Liseleje IF |          |       |
|           | Hillerød Fodbold  |          |       |
|           | BSF               |          |       |
| 2017–2018 | B 93              |          |       |
| Mayores   |                   |          |       |
| 2018–2019 | B 93              | 7        | 1     |
| 2020–2022 | Linköpings FC     | 32       | 2     |
| 2022–     | FC Rosengård      | 13       | 5     |

Estadísticas actualizadas al 3 de junio de 2022.

### Selección nacional
| Año       | Categoría        | Partidos | Goles |
| --------- | ---------------- | -------- | ----- |
| 2017–2019 | Dinamarca Sub-17 | 15       | 1     |
| 2019–2020 | Dinamarca Sub-19 | 6        | 1     |
| 2022–     | Dinamarca        | 6        | 0     |

Estadísticas actualizadas al 10 de diciembre de 2022.